# Jolla

Alt. logo

Jolla Oy (internacionalmente Jolla Ltd., comumente denominada Jolla Mobile) é uma empresa finlandesa independente de design e desenvolvimento de smartphone.

Jolla está a desenvolver um sistema operacional para vários celulares denominado Sailfish OS. Sailfish é baseado no projeto da Mer, que continuava o projeto do sistema MeeGo.
Jolla surgiu de uma divisão da Nokia que produzia o Nokia N9 com MeeGo. Jolla foi iniciada por Sami Pienimäki, Jussi Hurmola, Marc Dillon e Stefano Mosconi. Depois de a Nokia abandonar o projeto em favor do Windows Phone, os diretores do modelo N9 sairam da Nokia para formar a Jolla, e continuar o projeto MeeGo.

O primeiro smartphone da Jolla foi anunciado em Helsinki em 21 de novembro de 2012.